# Викторовка (Луганская область)
Викторовка (укр. Вікторівка) — село, относится к Попаснянскому району Луганской области Украины.
Население по переписи 2001 года составляло 185 человек. Почтовый индекс — 93342. Телефонный код — 274. Занимает площадь 0,77 км². Код КОАТУУ — 4423856902.

## Местный совет
93340, Луганська обл., Попаснянський р-н, смт. Комишуваха, вул. Космічна, 1  (укр.)